# Émilie Simon
Émilie Simon (* 1978 Montpellier, Francie) je francouzská zpěvačka, textařka a skladatelka elektronické hudby.

## Hudba

### Émilie Simon

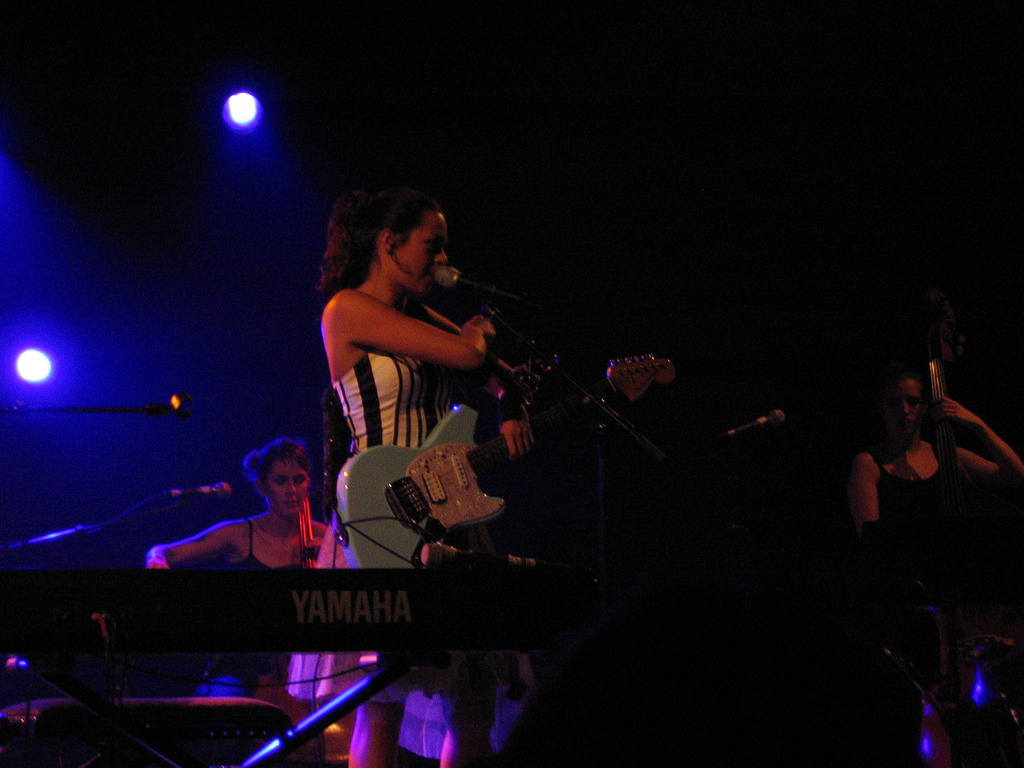
Živě na Paleo Festival, 23. července 2004

V květnu 2003 vydala své debutové album Émilie Simon. Album bylo kritiky oslavováno a dočkalo se komerčního úspěchu. Na podporu svého alba udělala řadu živých a televizních vystoupení po celé Francii. V roce 2004 byla oceněna Victoire de la Musique v kategorii "elektronické album".

### La Marche de l'Empereur
S přáním zaměřit své druhé album na zimní nebo polární tematiku nahrávala zvuky vztahující se k chladu, jako jsou zvuky rozbíjení ledu nebo chůze ve sněhu. Shodou okolností ji právě tehdy požádal producent Luc Jacquet, aby složila soundtrack pro jeho dokumentární film La Marche de l'empereur (Putování tučňáků).

### Végétal
V roce 2006 vydala Émilie své třetí album Végétal. Motiv květin se prolíná celým albem od veškerých textů až po skutečné zvuky rostlin. Album také obsahuje prvky rockové hudby, které si můžeme vychutnat například v písni "Fleur de Saison", kde hraje na elektrickou kytaru.

## Diskografie

### Alba
Studiová
- Émilie Simon (2003)
- La Marche de l'Empereur (2005)
- Végétal (2006)
- The Big Machine (2009)
- Franky Knight (2011)
- Mue (2014)

Live
- L'Olympia (2007)

Kompilace
- The Flower Book (2006)

### Singly
- "Désert" (2002)
- "Flowers" (2003)
- "Song of the Storm" (2005)
- "Fleur de Saison" (2006)
- "Rose Hybride de Thé" (2006)
- "Dame de Lotus" (2007)
- "Dreamland" (2009)
- "Rainbow" (2009)
- "Ballad of the Big Machine" featuring Charlie Winston (2010)
- "Mon Chevalier" (2011)
- "Jetaimejetaimejetaime" (2012)
- "Menteur" (2014)

### EP
- Live Session EP (2007) exkluzivně na iTunes

## Ceny a nominace

### Victoires de la musique
- 2004: Elektronická hudba/Groove/Taneční album roku za Émilie Simon.
- 2006: Původní film nebo televizní soundtrack roku pro La Marche de l'empereur.
- 2007: Elektronická hudba/Groove/Taneční album roku za Végétal

### Nominace
- Na Prix Constantin v roce 2003 za album Émilie Simon.
- Na César Award v roce 2006 za nejlepší původní soundtrack La Marche de l'empereur.

## Filmy / Dokumenty
- 2005: Soundtrack k dokumentárnímu filmu La Marche de l'empereur.
- 2011: Její nahrávka Franky Knight je soundtrackem francouzského filmu La Délicatesse.
- 2012: Émilie Simon se podílí na dokumentárním filmu Musique(s) électronique(s) : la musique concrète et sa descendance.